# اعتلال عضلي خيطي

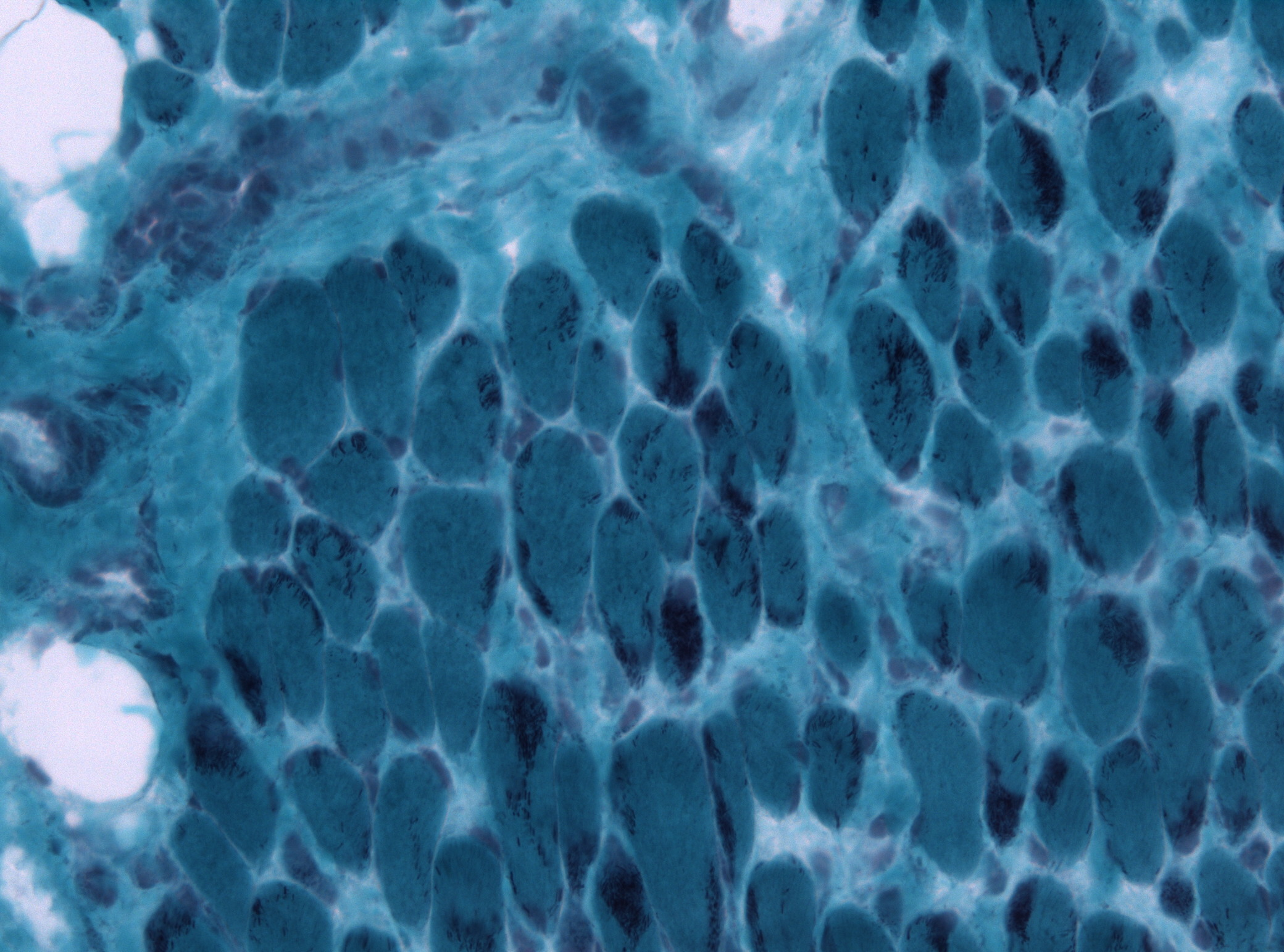
خزعة عضلية (تلوين ثلاثي الألوان) تظهر فيها أشكال خيطية (في الصورة، باللون الأزرق السوداوي الغامق) في الخلايا العضلية، وهو ما يميز الاعتلال العضلي الخيطي

الاِعْتِلال العَضَلِيّ الخَيْطِيّ (بالإنجليزية: Nemaline myopathy)‏ (يُسمى أيضًا اعتلال عضلي عصوي أو اعتلال عصوي نيمالي) هو اضطراب عصبي عضلي خلقي، وينتقل غالبًا بالوراثة. يترافق مع العديد من الأعراض الأخرى، مثل ضعف العضلات، ونقص التهوية، واضطرابات البلع، وضعف القدرة على الكلام. تختلف شدة هذه الأعراض بين المرضى، في حال حدوثها، وتتغير شدتها خلال فترات حياة المريض. يقدر معدل الانتشار بإصابة واحدة من كل 50000 ولادة حية. وهو أكثر الاعتلالات العضلية غير الضمورية شيوعًا.
يُقصد بمصطلح «اعتلال عضلي» مرض يصيب العضلات. تحتوي الألياف العضلية لمريض الاعتلال العضلي الخيطي على عصي تشبه الخيوط، وتسمى أحيانًا الأجسام النيمالية أو الخيطية. وجود العصي يشخص الاضطراب، لكن وجودها هو غالبًا نتيجة ثانوية للآلية المرضية، وليست هي السبب في الخلل الوظيفي. يعاني مرضى الاعتلال العضلي الخيطي عادة من تأخر في النمو والتطور الحركي، أو من عدم تطور حركي في الحالات الشديدة. وقد يصاب المريض بضعف في جميع عضلات الهيكل العظمي، مثل عضلات الذراعين والساقين والجذع ومثنية الرقبة والحلق والوجه. يكون الضعف أكثر شدة عادة في العضلات القريبة مقارنة بالعضلات البعيدة. تبقى العضلات العينية سليمة عادة.
يُصنف الاضطراب سريريًا إلى مجموعات ذات نطاقات واسعة من الشدة المتداخلة، بدءًا من الشكل الأكثر خطورة عند حديثي الولادة والذي لا يتوافق مع الحياة، إلى شكل خفيف جدًا لدرجة أنه قد لا يُشخص لأن أعراضه تظهر فقط عندما تسوء صحة المريض. الاعتلال العضلي الخيطي المتأخر المتقطع (SLONM) ليس اضطرابًا خلقيًا، ويعتبر مرضًا عضليًا مختلفًا عن مرض الاعتلال العضلي الخيطي، والذي يبدأ عند الولادة أو الطفولة المبكرة. عادة ما تكون مشاكل الجهاز التنفسي مصدر قلق رئيسي لمرضى جميع أشكال الاعتلال العضلي الخيطي. التهابات الجهاز التنفسي في سياق المرض شائعة جدًا. يقلل الاعتلال العضلي الخيطي من متوسط العمر المتوقع للمريض، خاصة في الأشكال الشديدة. قد يؤدي أحيانًا العلاج العدواني والاستباقي عند معظم المرضى إلى زيادة متوسط العمر عن المتوقع.
الاعتلال العضلي الخيطي هو أحد الأمراض العصبية العضلية التي تغطيها جمعية ضمور العضلات في الولايات المتحدة.
ينتج هذا المرض عن طفرات في مورثات مختلفة:
- طفرات في مورثة التروبوميوزين-3 (TPM3)، وهي تميز النمط الأول من الاعتلال العضلي الخيطي[7]
- طفرات في مورثة النيبولين-2 (NEM2)، وهي تميز النمط الثاني من الاعتلال العضلي الخيطي[8]
- طفرات في مورثة الأكتين-أ (ACTA1)، وهي تميز النمط الثالث من الاعتلال العضلي الخيطي[9]
- طفرات في مورثة التروبوميوزين-2 (TPM2)، وهي تميز النمط الرابع من الاعتلال العضلي الخيطي[10]
- طفرات في مورثة التروبونين-ت1 (TNNT1)، وهي تميز النمط الخامس من الاعتلال العضلي الخيطي[11]
- طفرات في مورثة لا زالت غير معروفة في الصبغي 15، وهي تميز النمط السادس من الاعتلال العضلي الخيطي[12]
- طفرات في مورثة الكوفيلين-2 (CFL2)، وهي تميز النمط السابع من الاعتلال العضلي الخيطي[13]
- طفرات في مورثة الليوموديلين-3، وهي تميز النمط العاشر من الاعتلال العضلي الخيطي[14]

## العلامات والأعراض
تختلف العلامات من شخص لآخر. لا يستطيع الأطفال الصغار والرضع أن يتحركوا ويواجهون أيضًا صعوبة في تناول الطعام والتنفس. بالنسبة للأطفال الصغار الذين لم يُشخصوا بعد الولادة مباشرة، غالبًا ما تكون أول الأعراض المرئية تورم الوجه في مناطق غير متناسبة. قد يعاني الأطفال حديثي الولادة من صعوبة في الحركة وتأرجح أثناء أدائها. تشمل الأعراض الأخرى ضعفًا في عضلات الرقبة ومنطقة القفص الصدري العلوي. أكثر الأعراض شيوعًا عند البالغين هي مشاكل الجهاز التنفسي. تتراوح الأعراض الأخرى عند البالغين من إعاقة خفيفة إلى شديدة في الكلام. من الشائع ارتباط حالات من الجنف مع الاعتلال العضلي الخيطي. عندما يتطور الأطفال المصابون بمرض الاعتلال العضلي الخيطي، ويصلون للمرحلة العمرية التي يجب أن يمشوا فيها، يستغرق الكثير منهم وقتًا أطول من المتوسط بسبب نقص العضلات، أو مجرد إجهادها الزائد.
يُلاحظ وجود وجوه طويلة وفك شاذ التوضع عند مرضى الاعتلال العضلي الخيطي بسبب إصابة العضلات الوجهية بالمرض أيضًا. يبدأ الأشخاص المصابون بمرض الاعتلال العضلي الخيطي عادةً بالشعور بتعب العضلات بين سن 20-50. عادة ما يكون المرض غير تقدمي. يرتبط الارتجاع المعدي المريئي، بمرض الاعتلال العضلي الخيطي، لكنه غير شائع. قد تحدث تشوهات في العضلة القلبية نتيجة لمرض الاعتلال العضلي الخيطي، ولكن احتمالية حدوث ذلك ليست عالية.

### الحركة وجراحة العظام
يمشي معظم الأطفال المصابين بمرض الاعتلال العضلي الخيطي المعتدل بشكل مستقل في نهاية المطاف، لكنهم غالبًا ما يتأخرون بالنسبة لأقرانهم. يستخدم البعض الكراسي المتحركة أو الأجهزة الأخرى، مثل المشاية أو الحمالة، لتعزيز قدرتهم على الحركة. يبدي مرضى الحالات الحادة عادة حركة محدودة في الأطراف ويستخدمون الكراسي المتحركة كل الوقت. المرضى أيضًا عرضة للإصابة بالجنف بسبب ضعف عضلات الجذع. يتطور الجنف عادةً في مرحلة الطفولة ويزداد سوءًا أثناء فترة البلوغ. يخضع العديد من الأفراد المصابين بالاعتلال العضلي الخيطي لجراحة دمج الفقرات لتقويم ظهورهم وتثبيتها.
تكون حركة المفاصل عند المرضى أكبر من حدودها الطبيعية، وتحدث لديهم تشوهات في المفاصل وجنف مع تقدمهم في العمر. في حال راقب الشخص المصاب بالاعتلال العضلي الخيطي مفاصله في وقت مبكر، سيستطيع اكتشاف المشكلات التي يعاني منها عند بدئها ويستطيع بذلك تأخير تطورها. يتراوح علاج مشاكل المفاصل من تمارين الإطالة مع العلاج الطبيعي إلى التداخل الجراحي. ما تزال فوائد ممارسة الرياضة عند هؤلاء المرضى قيد الدراسة، ومع ذلك، لاحظ الباحثون تحسنًا في وظيفة العضلات بعد التمارين منخفضة الكثافة. يجب تجنب ممارسة التمارين الرياضية الشديدة واستخدام الأوزان الثقيلة.

### إصابة الجهاز التنفسي
الاهتمام بصحة الجهاز التنفسي أمر بالغ الأهمية لصحة العديد من الأشخاص المصابين بالاعتلال العضلي الخيطي. يعاني الرضع المصابون بالاعتلال العضلي الخيطي الشديد غالبًا من ضيق في التنفس عند الولادة مباشرة أو بعدها بفترة وجيزة، لكنها حالات نادرة بشكل عام. قد لا تكون الإصابة التنفسية واضحة عند مرضى الاعتلال العضلي الخيطي متوسط الشدة لكنها غالبًا، وليس دائمًا، موجودة إلى حد ما. قد تبدأ أعراض نقص التهوية بشكل مخادع مثلما يحدث خلال العديد من الاضطرابات العصبية العضلية. قد يؤدي نقص التهوية إلى مشاكل صحية خطيرة إذا لم يُعالج باستخدام الأجهزة الميكانيكية غير الغازية للمساعدة على التنفس، وخاصة في الليل.

### التواصل وتناول الطعام عند المرضى
ضعف العضلات البصلية (في الحلق) هو سمة رئيسية للاعتلال العضلي الخيطي. لا يستطيع مرضى الاعتلال الخيطي الشديد أن يبلعوا الطعام بشكل جيد، ويتناولون طعامهم من خلال أنابيب التغذية. أما بالنسبة لمرضى الاعتلال العضلي الخيطي فيتناولون طعامهم بشكل كامل أو جزئي عن طريق الفم. قد يؤدي ضعف العضلات البصلية أيضًا إلى صعوبة في التواصل مع الآخرين. يعاني مرضى الاعتلال العضلي الخيطي غالبًا من خُنة مفرطة نتيجة لإغلاق المنفذ البلعومي بشكل جزئي (بين الحنك الرخو والجزء الخلفي من الحلق). قد تُصلَح هذه المشكلة جراحيًا. من الممكن تعزيز المهارات التواصلية من خلال علاج النطق، والأجهزة التعويضية الفموية، أو الجراحة، أو التواصل البصري. ليس للمرض أي تأثير على الإدراك أو الذكاء.

### الخصائص والتأثيرات الفيزيائية
تختلف التظاهرات الجسدية للاعتلال العضلي الخيطي بشكل كبير، لكن يتركز الضعف عادة في العضلات القريبة، وخاصة عضلات الجهاز التنفسي، والعضلات البصلية والجذع. يُظهر الأشخاص المصابون بمرض الاعتلال العضلي الخيطي الحاد أعراضًا واضحة عند الولادة، في حين تتأخر أعراض المرضى متوسطي ومنخفضي الشدة. تكون عضلات الأطفال المصابين بالاعتلال العضلي الخيطي مرنة وناقصة التوتر. غالبًا ما يكتسب الأطفال الذين يولدون بمرض الاعتلال العضلي الخيطي القوة أثناء نموهم، ولكن سيؤثر ضعف العضلات على شكل جسمهم، ويصبح هذا التأثير أوضحًا مع مرور الوقت. عادة ما يكون لدى البالغين الذين يعانون من الاعتلال العضلي الخيطي بنية نحيلة للغاية.